# Little Nightmares II
Little Nightmares II est un jeu vidéo de plateforme et de réflexion  développé par Tarsier Studios et édité par Bandai Namco Entertainment. Annoncé à Gamescom 2019 comme la suite de Little Nightmares, le jeu sort le 11 février 2021.
Le joueur incarne Mono, un garçon de petite taille qui porte un sac en papier sur la tête, qui fait la rencontre de Six, l'héroïne du premier jeu. Les deux enfants doivent survivre ensemble dans un univers où les adultes, devenus difformes et cannibales, constituent la principale menace. Chronologiquement, ce jeu se passe avant l'histoire du premier Little Nightmares.

## Synopsis
Mono, un petit garçon masqué, se réveille après avoir rêvé d'une porte marquée d'un œil. Il explore ensuite une forêt puis une cabane isolée où il rencontre Six, l'héroïne du premier jeu, retenue prisonnière avec une boîte à musique. Son geôlier, le Chasseur, les prend aussitôt en chasse, mais le duo parvient à le tuer avec un fusil. Mono et Six utilisent ensuite une porte comme radeau et dérivent jusqu'à une ville noyée dans la brume. Durant leur exploration de la cité, Mono tente d'utiliser des téléviseurs comme portails pour entrer dans son rêve. Cependant, il est toujours tiré en arrière par Six avant de pouvoir atteindre la porte. Il rencontre également plusieurs âmes corrompues d'enfants, qu'il peut absorber en les touchant.
Mono et Six traversent une école, où Six est un temps capturée par les Brutes, qui sont les élèves de l'école. Ils échappent également à la Maîtresse qui dirige l'établissement. Une fois à l'extérieur de l'école, les deux enfants découvrent l'imperméable jaune de Six et celle-ci retrouve l'aspect qu'elle avait dans Little Nightmares. Après l'école, le binôme doit explorer un hôpital où ils sont confrontés aux patients et au Docteur. Tout comme avec le Chasseur, ils parviennent à se débarrasser du Docteur, en l'attirant dans un incinérateur.
Le duo se dirige ensuite vers la tour émettrice, qui semble produire des ondes qui contrôlent les habitants. Ces derniers, les Spectateurs, sont étrangement attirés par les téléviseurs. Alors que Mono tente une nouvelle fois d'atteindre la porte dont il rêve grâce à un écran, il attire l'Homme filiforme qui sort du téléviseur et capture Six, qui laisse derrière elle son âme corrompue. Utilisant désormais les écrans comme des portails grâce à une télécommande, Mono se fraye un chemin à travers la ville, traqué par l'Homme filiforme avant de le semer à bord d'un train, puis se fait guider par l'âme corrompue de Six. Il parvient finalement à la tour émettrice où il affronte et détruit l'Homme filiforme.
Mono entre dans la tour et retrouve Six, qui s'est changée en une géante difforme. Le garçon parvient à lui faire retrouver son apparence normale en détruisant sa boîte à musique. La réalité semble alors s'effondrer et une masse de chair, possédant de nombreux yeux, commence à tout envahir. Mono et Six parviennent à lui échapper en sautant au-dessus d'un gouffre, mais la jeune fille le laisse tomber avant de s'échapper seule grâce à un écran. Mono tombe donc au cœur de la masse de chair et s'installe sur une chaise, résigné. Le temps passe et il grandit jusqu'à prendre l'aspect de l'Homme filiforme. La cinématique finale révèle qu'il se trouve dans la pièce dont il rêve depuis le début, derrière la porte marquée d'un œil.
Si le joueur a trouvé toutes les âmes corrompues des enfants, une scène bonus montre Six lorsqu'elle émerge du téléviseur. Elle rencontre son âme corrompue qui lui désigne une brochure de journal, annonçant l'Antre et le premier jeu Little Nightmares. Tandis que l'âme corrompue disparaît, l'estomac de Six grogne de faim.

## Système de jeu
Similaire à son prédécesseur, Little Nightmares II prend place dans un univers en 2,5D, en grande partie à défilement horizontal. Le joueur doit explorer le monde, passer des phases de plateforme et résoudre des énigmes pour progresser. La nouveauté de cet opus vient de la présence d'un allié géré par une intelligence artificielle, Six, qui peut aider le personnage du joueur. Six suit ainsi Mono au fur et à mesure de sa progression, et elle peut lui faire la courte-échelle ou interagir avec différents objets et éléments du jeu. Le joueur a également la possibilité de l'appeler et de lui tenir la main pour s'assurer qu'ils restent ensemble. Contrairement au premier jeu, le joueur n'est pas complètement impuissant et Mono peut se défendre contre les ennemis les plus petits à l'aide de certains objets. En revanche, contre les adversaires de grande taille, le concept du jeu est de parvenir à demeurer discret pour les éviter.

## Développement

### Annonce
Le jeu est annoncé à la Gamescon 2019 et présenté comme la suite de Little Nightmares,. Une première bande-annonce est diffusé à cette occasion, et la sortie du titre est prévue en 2020. Une deuxième bande-annonce, diffusée lors de la Gamescom 2020, dévoile 15 minutes de gameplay du jeu et le report de la date de sa sortie au 11 février 2021,.

## Réception
Little Nightmares II a reçu des critiques « généralement favorables » selon l'agrégateur de notes Metacritic. 
En novembre 2021, le jeu est vendu à plus de 1,5 million d'exemplaires. 